# Lijst van ballonevenementen

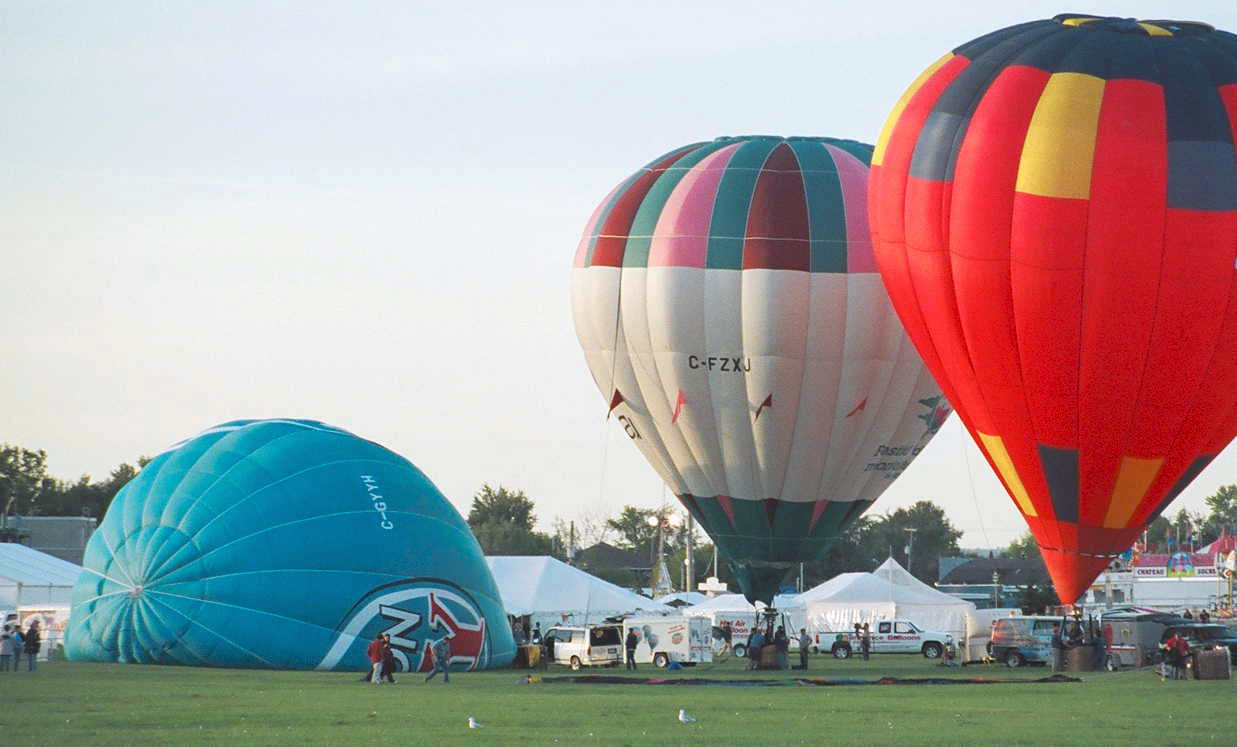
ballonfestival in Gatineau Quebec

Warsteiner Internationale Montgolfiade in Warstein, Duitsland

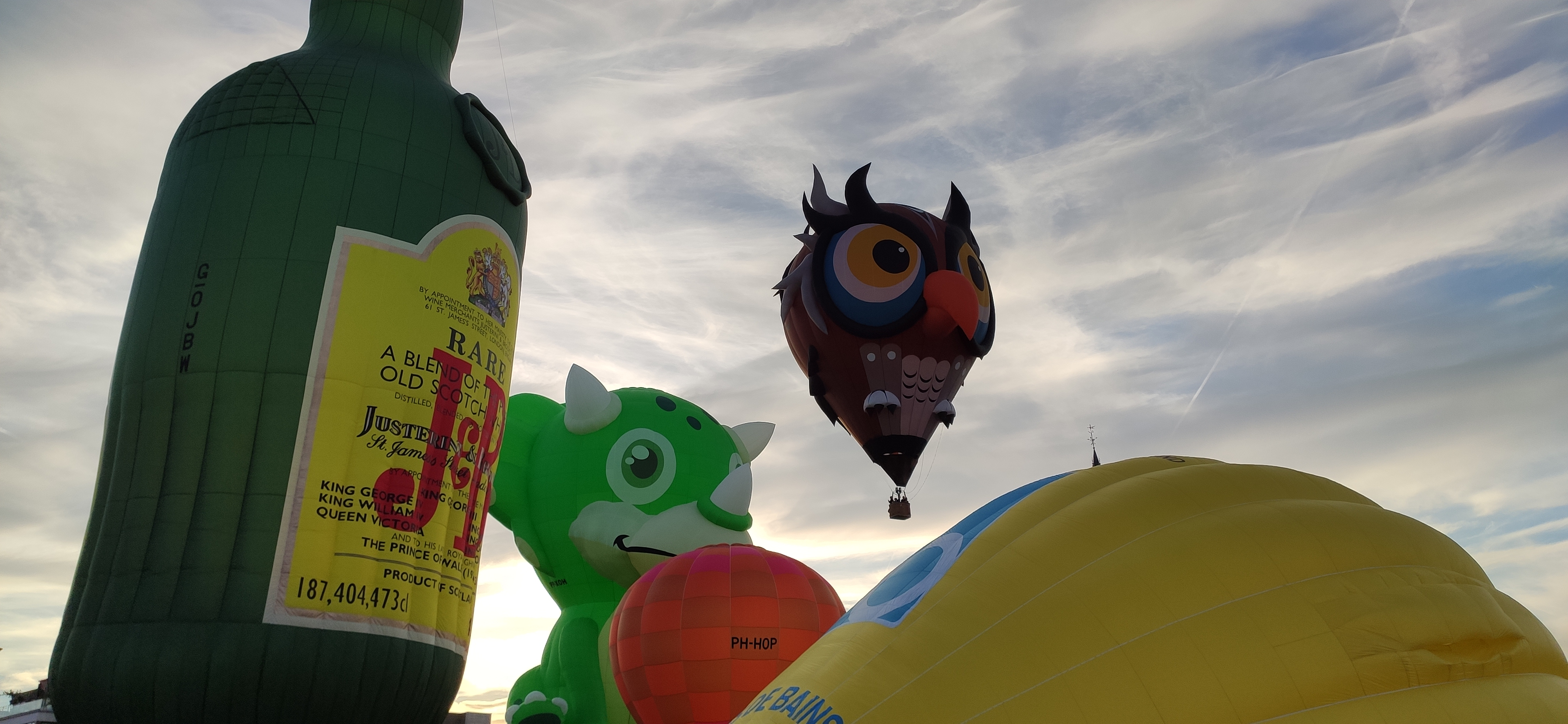
De Vredefeesten in Sint-Niklaas, België

Hieronder volgt een Lijst van ballonevenementen.
Deze luchtballonevenementen worden gehouden in diverse landen van de wereld.
| Festival                                               | Locatie                                            | Beginjaar | Officiële website |
| ------------------------------------------------------ | -------------------------------------------------- | --------- | ----------------- |
| Vredefeesten                                           | Sint-Niklaas, België                               | 1948      |                   |
| US National Hot Air Balloon Championship (BFA)         | Varies (Anderson, South-Carolina in 2006)          | 1963      |                   |
| National Balloon Classic                               | Indianola, Iowa                                    | 1969      |                   |
| Albuquerque International Balloon Fiesta               | Albuquerque, New Mexico                            | 1972      |                   |
| National Balloon Rally                                 | Statesville, North Carolina                        | 1973      |                   |
| World Hot Air Balloon Championship                     | Varies (Tochigi, Japan in 2006)                    | 1973      |                   |
| Adirondack Hot Air Balloon Festival                    | Glens Falls, New York                              | 1973      |                   |
| Great Forest Park (St. Louis)                          | Saint Louis, Missouri                              | 1973      |                   |
| Helen to the Atlantic Balloon Race                     | Helen, Georgia                                     | 1974      |                   |
| Thunderbird Balloon Classic                            | Glendale, Arizona                                  | 1975      |                   |
| Alabama Jubilee Hot Air Balloon Classic                | Decatur, Alabama                                   | 1977      |                   |
| Colorado Balloon Classic                               | Colorado Springs, Colorado                         | 1977      |                   |
| Great Pershing Balloon Derby                           | Brookfield, Missouri                               | 1977      |                   |
| Great Texas Balloon Race                               | Longview, Texas                                    | 1977      |                   |
| International Balloon Festival                         | Château-d'Oex, Zwitserland                         | 1978      |                   |
| Bristol International Balloon Fiesta                   | Bristol, Verenigd Koninkrijk                       | 1979      |                   |
| Ravenna Balloon A-Fair                                 | Ravenna, Ohio                                      | 1979      |                   |
| Field of Flight Air Show and Balloon Festival          | Battle Creek, Michigan                             | 1980      |                   |
| Plano Balloon Festival                                 | Plano, Texas                                       | 1980      |                   |
| Eyes to the Skies Festival                             | Lisle, Illinois                                    | 1981      |                   |
| The Great Reno Balloon Race                            | Reno, Nevada                                       | 1981      |                   |
| New York State Festival of Balloons                    | Dansville (New York)                               | 1981      |                   |
| Freedom Weekend Aloft                                  | Anderson, South Carolina                           | 1982      |                   |
| Ballonfiësta Barneveld                                 | Barneveld, Nederland                               | 1982      |                   |
| London International Hot Air Balloon Festival          | London, Ontario                                    | 1983      |                   |
| Quick Chek New Jersey Festival of Ballooning           | Readington Township, New Jersey                    | 1983      |                   |
| Michigan Challenge                                     | Howell, Michigan                                   | 1984      |                   |
| Hot Air Jubilee                                        | Jackson, Michigan                                  | 1984      |                   |
| Temecula Valley Balloon and Wine Festival              | Temecula, Californië                               | 1984      |                   |
| Atlantic Balloon Fiesta                                | Sussex, New Brunswick                              | 1985      |                   |
| Spiedie Fest and Balloon Rally                         | Binghamton, New York                               | 1985      |                   |
| 2008 Novotel Balloon Fiesta Australia                  | Canberra (ACT, Australia)                          | 1985      |                   |
| Hot Air Balloons Championship of Poland                | Polen                                              | 1985      |                   |
| University Motors Mountaineer Balloon Festival         | Morgantown, West Virginia                          | 1985      |                   |
| Breda Ballon Fiësta                                    | Breda, Nederland                                   | 1986      |                   |
| Friese Ballonfeesten                                   | Joure, Nederland                                   | 1986      |                   |
| High Hopes Hot Air Balloon Festival                    | Milford, New Hampshire                             | 1986      |                   |
| Warsteiner Internationale Montgolfiade                 | Warstein, Duitsland                                | 1986      |                   |
| Meetjeslandse Balloonmeeting                           | Eeklo, België                                      | 1986      |                   |
| Gatineau Hot Air Balloon Festival                      | Gatineau, Quebec                                   | 1988      |                   |
| The Great Prosser Balloon Rally                        | Prosser, Washington                                | 1988      |                   |
| Lorraine Mondial Air Ballons                           | Chambley-Bussieres Air Base Lotharingen, Frankrijk | 1989      |                   |
| Twente Ballooning                                      | Oldenzaal                                          | 1990      |                   |
| Colorado River Crossing Balloon Festival               | Yuma, Arizona                                      | 1990      |                   |
| Centralia Balloon Festival                             | Centralia, Illinois                                | 1990      |                   |
| Kiwanis Balloonfest                                    | Valparaiso, Indiana                                | 1991      |                   |
| Ballonnenfestival Hardenberg                           | Hardenberg                                         | 1991      |                   |
| European Hot Air Balloon Championships                 | varies                                             | 1992      |                   |
| Mid-Hudson Valley Balloon Festival                     | Poughkeepsie, New York                             | 1992      |                   |
| RE/MAX Ballunar Liftoff Festival                       | Houston - Johnson Space Center, Texas              | 1993      |                   |
| Philippine International Hot-Air Balloon Fiesta        | Clark Field, Pampanga, Filipijnen                  | 1994      |                   |
| Mansfield Balloon Festival                             | Victoria, Australië                                | 1995      |                   |
| Northwest Connecticut Balloon Festival                 | Connecticut                                        | 1995      |                   |
| Saxonia International Balloon Fiesta                   | Leipzig, Duitsland                                 | 1995      |                   |
| European Balloon Festival                              | Igualada, Spanje                                   | 1997      |                   |
| Great Northern Balloon Festival & Air Show             | Greenville (New York)                              | 1998      |                   |
| Adam Matthews Balloon Festival                         | Louisville, Kentucky                               | 1999      |                   |
| Ballonhappening Waregem                                | Waregem, België                                    | 1999      |                   |
| US NABA National Championships                         | Varies (Baton Rouge (Louisiana) in 2006)           | 2000      |                   |
| Warren County Farmers' Fair Balloon Festival           | New Jersey                                         | 2000      |                   |
| Northwest Art and Air Festival                         | Albany, Oregon                                     | 2000      |                   |
| Big Bear Balloon Festival                              | Ohio                                               | 2002      |                   |
| Guanajuato International Air Balloon Festival          | Mexico                                             | 2002      |                   |
| Eindhoven Ballooning                                   | Eindhoven, Nederland                               | 2005      |                   |
| Ferrara Balloons Festival                              | Ferrara, Emilia-Romagna, Italië                    | 2005      |                   |
| Dubai Balloon Festival                                 | Dubai, VAE                                         | 2006      |                   |
| Guanajuato International Air Balloon Festival          | León de los Aldamas, Mexico                        | 2006      |                   |
| Ballonmeeting Denderleeuw Vliegt                       | Denderleeuw, België                                | 2007      |                   |
| Genesis Wairarapa International Hot Air Balloon Fiesta | Wairarapa, Noordereiland, Nieuw-Zeeland            | [xxxx]    |                   |
| Balloons over Waikato                                  | Hamilton, Noordereiland, Nieuw-Zeeland             | [xxxx]    |                   |
| KempenAIR Ballonfestival                               | Grobbendonk, België                                | 2023      | [ 1 ]             |